# Кандови
Кандови е село в Южна България. То се намира в община Велинград, област Пазарджик.

## География
Село Кандови се намира в планински район. Други негови имена са били Кандьова и Долни Кандьови. До 1926 г. е броено към с. Лъджене. Признато е за село от колиби на 26 декември 1978 г. От 1979 г. е било в състава на кметство Пашово. Населението на селото предимно е от мюсюлмани. Хората в село Кандови се прехранват предимно с печалбата от земеделието. С. Кандови се намира около 30 км от гр. Велинград и на 80 км от гр. Пазарджик. Селото е на 5км от 2 реки.